# プロフォンド
プロフォンドは、オーストラリアで生産・調教されていた競走馬である。
主な勝ち鞍は2021年スプリングチャンピオンステークス。

## デビュー前
母オネスティープリベールズは2017年にディープインパクトと交配するために来日。受胎した後、オーストラリアに戻り2018年8月28日に本馬を出産した。
2020年のゴールドコーストイヤリングセールに上場され、同セール最高額の190万豪ドル(1億4000万円)で落札された。

## 戦績
2021年9月1日ケンジントン競馬場の未勝利戦（芝1400m）でデビュー勝ちを果たす。続く9月25日にローズヒル競馬場で行われたグローミングステークス(G3)に出走し2着に入る。
10月9日のスプリングチャンピオンステークスでは道中2番手を追走すると、最後の直線で逃げ粘るネヴァービーンキスドを捕えて突き放し優勝。G1初制覇を果たした。
その後、休養に入り翌2022年3月5日のオーストラリアンギニーで復帰したがヒトツの13着と惨敗。続く3月19日ローズヒルギニーではアナモーの4着に終わり、3歳シーズンを終える。
4歳となり、シーズン初戦のウィンクスステークスでは3着と好走。しかしその後は精彩を欠き、2023年2月25日のG3リヴァプールシティカップで最下位9着となったのを最後に現役を引退した。
引退後はニュージーランドのウィンザーパークスタッドで種牡馬入りする。